# Fröken, Ni liknar Greta Garbo!
Fröken, Ni liknar Greta Garbo! är en svensk kortfilm från 1931 i regi av Per-Axel Branner.

## Om filmen
Filmen var en beställningsfilm av Stockholms-Tidningens Greta Garbotävling, den spelades in vid Svensk Filmindustris ateljé i Filmstaden, Råsunda av Åke Dahlqvist. 

## Rollista
- Victor Sjöström – ledamot av juryn
- Lars Hanson – ledamot av juryn
- Karin Molander – ledamot av juryn
- Anna Q. Nilsson – ledamot av juryn
- Eivor Nordström – förstapristagaren
- Karin Albihn – andrapristagaren
- Harriette Fastbom – tredjepristagaren
- Fridolf Rhudin
- Greta Garbo medverkar i några filmklipp